# 妙善寺 (世田谷区)
妙善寺（みょうぜんじ）は、東京都世田谷区にある浄土真宗本願寺派の寺院。「烏山寺町」を構成する26の寺院の1つである。

## 概要
鎌倉時代初期、正円によって開山された。正円は親鸞の弟子で、伊勢国（現・三重県）に草庵を建てたのが起源である。その後、江戸時代初期に江戸八丁堀に移転したが、明暦の大火で灰燼に帰したため、最終的に同宗派の西本願寺が創建した築地本願寺の寺中に入った。その後昭和初期までは、築地本願寺とともに歴史を歩んだ。
1923年（大正12年）の関東大震災に罹災したため、1927年（昭和2年）に築地本願寺から分かれて現在地に移転した。
墓地には、江戸時代の戯作者である為永春水の墓がある。

## 交通アクセス
- 千歳烏山駅より徒歩16分。